# Tomasz Kuszczak
Tomasz Mirosław Kuszczak (* 20. března 1982, Krosno Odrzańskie, Polsko) je polský fotbalový brankář, který v současné době hraje za anglický celek Wolverhampton Wanderers FC. V minulosti nastupoval za anglické týmy West Bromwich Albion a Manchester United.